# Summit (Illinois)
Summit es una villa ubicada en el condado de Cook en el estado estadounidense de Illinois. En el Censo de 2010 tenía una población de 11054 habitantes y una densidad poblacional de 1.891,83 personas por km².

## Geografía
Summit se encuentra ubicada en las coordenadas 41°47′18″N 87°48′50″O / 41.78833, -87.81389. Según la Oficina del Censo de los Estados Unidos, Summit tiene una superficie total de 5.84 km², de la cual 5.49 km² corresponden a tierra firme y (6.07%) 0.35 km² es agua.

## Demografía
Según el censo de 2010, había 11054 personas residiendo en Summit. La densidad de población era de 1.891,83 hab./km². De los 11054 habitantes, Summit estaba compuesto por el 57.77% blancos, el 9.39% eran afroamericanos, el 0.81% eran amerindios, el 1.94% eran asiáticos, el 0.06% eran isleños del Pacífico, el 26.3% eran de otras razas y el 3.73% pertenecían a dos o más razas. Del total de la población el 63.71% eran hispanos o latinos de cualquier raza.

## Educación
El Distrito Escolar 104 del Condado de Cook gestiona las escuelas primarias y medias públicas que sirven a Summit.